# دوما (سوریه)

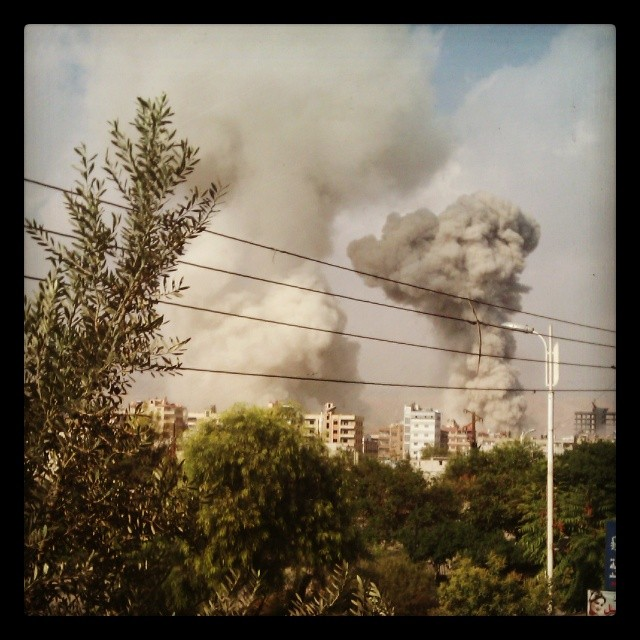
اثرات بمباران یکی از ساختمان های شهر دوما توسط هواپیماهای جنگی المیغ، این دومین بار بود که این شهر در روز دوم عید قربان سال 1433 هجری قمری مورد اصابت هواپیماهای جنگی المیغ قرار گرفت.

دوما (به عربی: دوما) یکی از شهرهای سوریه واقع در شهرستان دوما است. این شهر ۱۱۰٬۸۹۳ نفر جمعیت دارد و مانند بسیاری از شهرهای دیگر سوریه عموم مردم مسلمان سنی هستند و ۴۲۸ متر بالاتر از سطح دریا واقع شده‌است.